# Adam Pribićević
Adam Pribićević (Hrvatska Kostajnica, 25. prosinca 1880. – Windsor, 7. veljače 1957.), bio je hrvatski političar i publicist srpske narodnosti. Svetozar Pribićević mu je bio stariji brat. Bio je pripadnik desnog krila Samostalne demokratske stranke. Krajem 1943. godine prišao je organizaciji Dragoljuba Mihailovića i postao član Centralnog nacionalnog komiteta. Kolovoza 1944. godine je pobjegao u Italiju. Poslije završetka Drugoga svjetskog rata ostao je u emigraciji u SAD, gdje se i ubio.

## Životopis
Gimnaziju je završio u Srijemskim Karlovcima, a studij prava u Zagrebu. Političku djelatnost započinje u Srpskoj samostalnoj stranci, piše u listovima Srbobranu i Srpskom Kolu.
Sljedbenik Tomáša Masaryka, po svojim političkim stavovima Adam Pribićević je sasvim blizak bratu Svetozaru Pribićeviću, te s njim neprekidno tijesno surađuje stavljajući najjači naglasak na okupljanje i prosvjećivanje seljaštva. Godine 1908. bio je optužen u veleizdajničkom procesu zbog veze s bratom Milanom Pribićevićem, časnikom i Valerijanom Pribićevićem, profesorom, za suradnju na izradi i sprovođenju revolucionarnog programa protiv Austro-Ugarske. Zbog toga je s bratom Valerijanom (Vasom) osuđen na 12 godina teške tamnice. Nakon što je uhićen u Pregradi, u zatvoru je pokušao samoubojstvo presijecanjem žila na lijevoj ruci i na vratu, nakon čega je prevežen u bolnicu i operiran. To je uradio u nastupu neurastenije od koje je dugo vremena patio. Bio je bolešljiv i patio je od živčane bolesti, koja je često bila tako jaka da je često govrio, da mu dođe da uzme sebi život zbog toga. Tomáš Garrigue Masaryk je 1909. posjetio Zagreb. Prvog dana je imao želju posjetiti optužene Srbe, ali mu nije odobreno. U sudnici mu je samo prišao, kada je Adam išao u zatvor, stisnuo mu ruku i rekao: "Ništa vam ne govorim, jer tako hoće predsjednik senata, ali vam stišćem ruku, jer to nije zabranio". Adam mu se sa zahvalnošću poklonio iznenađen ovim događajem. Godine 1910. proces je aboliran, a Pribićević oslobođen. U cilju razvoja sela, okupljanja i prosvjećivanja seljaštva, osnovao je društvo za kulturno i ekonomsko unaprjeđenje srpskog sela pod imenom Seljačko kolo.
Do izbijanja Prvoga svjetskog rata bio je urednik Srpskog kola; njegova misija u Beogradu 1913. godine i razgovori s Pašićem prethodili su odluci Koalicije o kompromisu s vladom u Budimpešti.
Poslije izbijanja rata Pribićević je uhićen i 1915. godine i upućen na bojišnicu, u Galiciju. Poslije 1918. godine neko vrijeme živi u Beogradu, gdje izdaje Narod, list za seljake. Od 1924. godine živi u Vučitrnu, na Kosovu. Opredijeljen za Samostalnu demokratsku stranku, javlja se listovima (Riječ i Reč) člancima o problematici sela i seljaštva. 
Istrajao je do kraja uz brata Svetozara, a poslije njegove smrti, 1936. godine, bio je izabran za predsednika SDS. Zahvalio se na predsjedništvu stranke 1938. godine. Od 1941. godine živio je u emigraciji, jedno vrijeme u Londonu, a zatim u Kanadi. U emigrantskim danima aktivno je radio u organizacijama Srba u dijaspori, a jedan je od osnivača Udruženja srpskih pisaca u inostranstvu, 1951. godine. 
Sa skupinom autora 1950. godine upućuje generalnom tajniku Ujedinjenih naroda promemoriju: Memorandum on Crimes of Genocide Committed against the Serbian People by the Government of the Independent State of Croatia during World War II.
Objavio je Naseljavanje Srba po Hrvatskoj i Dalmaciji, memoare Moj život i Od gospodina do seljaka. Izvršio je samoubojstvo 7. veljače 1957. godine.
Od 2008. godine ulica Nova 16. u Busijama, prigradskom naselju Beograda, nosi ime po Adamu Pribićeviću.